# Нижний Чумандай
Нижний Чумандай — река в Томской области России. Устье реки находится в 106 км по левому берегу реки Икса. Длина реки составляет 15 км. Высота устья — 77,2 м над уровнем моря.

## Данные водного реестра
По данным государственного водного реестра России, относится к Верхнеобскому бассейновому округу, водохозяйственный участок реки — Обь от впадения реки Чулым до впадения реки Кеть, речной подбассейн реки — Чулым. Речной бассейн реки — (Верхняя) Обь до впадения Иртыша.
Код объекта в государственном водном реестре — 13010500112115200023660.